# Khalil
Khalil (in alfabeto arabo: خليل) è un nome proprio di persona arabo maschile.

## Varianti
- Varianti di traslitterazione: Khaleel[1]
- Femminili: خليلة (Khalilah)[1]

### Varianti in altre lingue
- Turco: Halil[1]

## Origine e diffusione
Riprende un vocabolo arabo che vuol dire "amico"; ha quindi lo stesso significato dei nomi Anis, Amico, Buddy, Emre e Rut.

## Persone

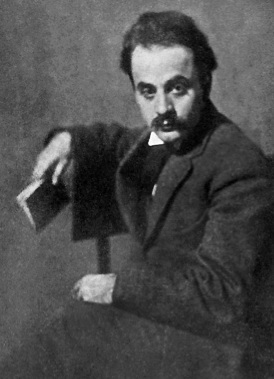
Khalil Gibran

- Khalil Al Ghamdi, arbitro di calcio saudita
- Khalil Allawi, calciatore iracheno
- Khalil Chemmam, calciatore tunisino
- Khalil Fong, cantante e compositore statunitense naturalizzato cinese
- Khalil Gibran, poeta, pittore e filosofo libanese
- Khalil Mack, giocatore di football americano statunitense
- Khalil Sultan, sovrano di Transoxiana

### Variante Halil
- Halil Akkaş, atleta turco
- Halil Altıntop, calciatore turco
- Halil Dervişoğlu, calciatore turco
- Halil Hamid Pascià, politico ottomano
- Halil İnalcık, storico, orientalista e turcologo turco
- Halil Kanačević, cestista statunitense naturalizzato montenegrino
- Halil Kut, militare ottomano
- Halil Şerif Pascià, diplomatico e politico ottomano